# ETF Ride Systems
ETF Ride Systems is een Nederlandse fabrikant van pretparkattracties. Het bedrijf is gevestigd in het Limburgse Nederweert en is onderdeel van de ETF Group.
ETF is opgericht in 1951 en begon als fabrikant voor de bouw van machines voor de textielindustrie. Hier verwijst ETF ook naar, Eerste Textielmachine Fabriek. In de jaren 90 ging ETF zich ook richten op pretparkattracties. Specifiek binnen deze sector houdt ETF zich bezig met de bouw van transportsystemen voor darkrides en dan met name trackless darkrides. De eerste trackless darkride van ETF staat in het Spaanse attractiepark Terra Mitica.

## Producten
| Naam                            | Park                    | Geopend |
| ------------------------------- | ----------------------- | ------- |
| Labyrinth of the Minotaur       | Terra Mítica            | 2000    |
| Challenge of Tutankhamon        | Walibi Belgium          | 2003    |
| La Aventura de Scooby-Doo       | Parque Warner Madrid    | 2005    |
| Challenge of Mondor             | Enchanted Forest        | 2006    |
| Vi På Saltkråkan                | Astrid Lindgrens Värld  | 2007    |
| Ghost Hunt                      | Lake Compounce          | 2008    |
| Ghostwood Estate                | Kennywood               | 2008    |
| Nights in White Satin: The Trip | Freestyle Music Park    | 2008    |
| Motor Mania                     | Nürburgring             | 2009    |
| Maus au Chocolat                | Phantasialand           | 2011    |
| Volo Da Vinci                   | Europa-Park             | 2011    |
| Bullyversum                     | Bavaria Filmstadt       | 2012    |
| Safari Tuneli                   | Vialand                 | 2013    |
| Thor's Hammer                   | Tusenfryd               | 2013    |
| Volcans Sacrés                  | Vulcania                | 2013    |
| Zindan                          | Vialand                 | 2013    |
| Dragons Wild Shooting           | Lotte World             | 2013    |
| Hotel Transylvania              | Motiongate Dubai        | 2016    |
| The Amazing Ride of Gumball     | IMG Worlds of Adventure | 2016    |
| Benno's Great Race              | Ferrari World Abu Dhabi | 2016    |
| Symbolica: Paleis der Fantasie  | De Efteling             | 2017    |
| Bazyliszek                      | Legendia                | 2018    |
| OnderWaterSafari                | Natuurmuseum Fryslân    | 2018    |
| Popcorn Revenge                 | Walibi Belgium          | 2019    |
| Sesame Street: Street Mission   | PortAventura Park       | 2019    |

### Afbeeldingen

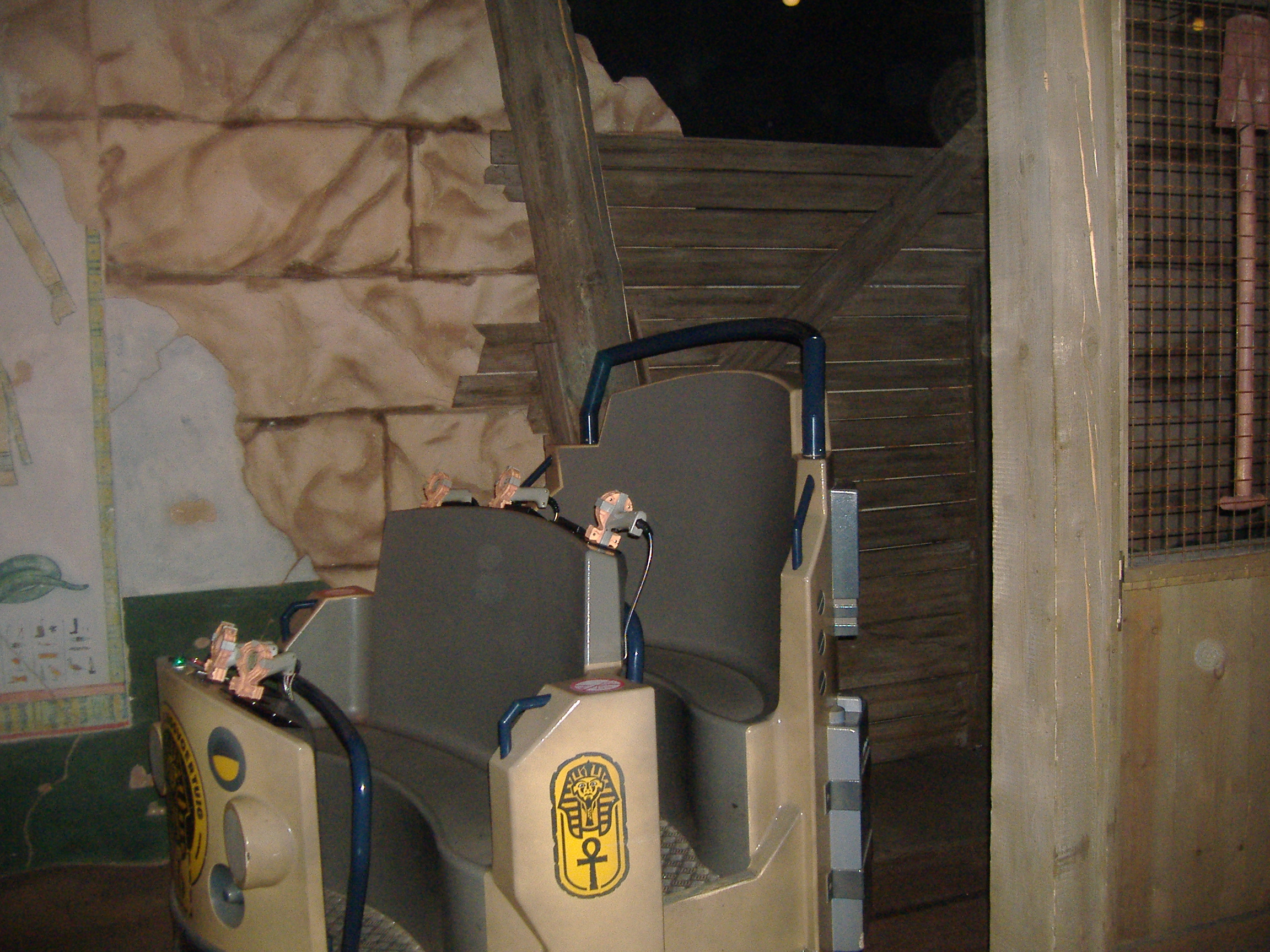
Challenge of Tutankhamon
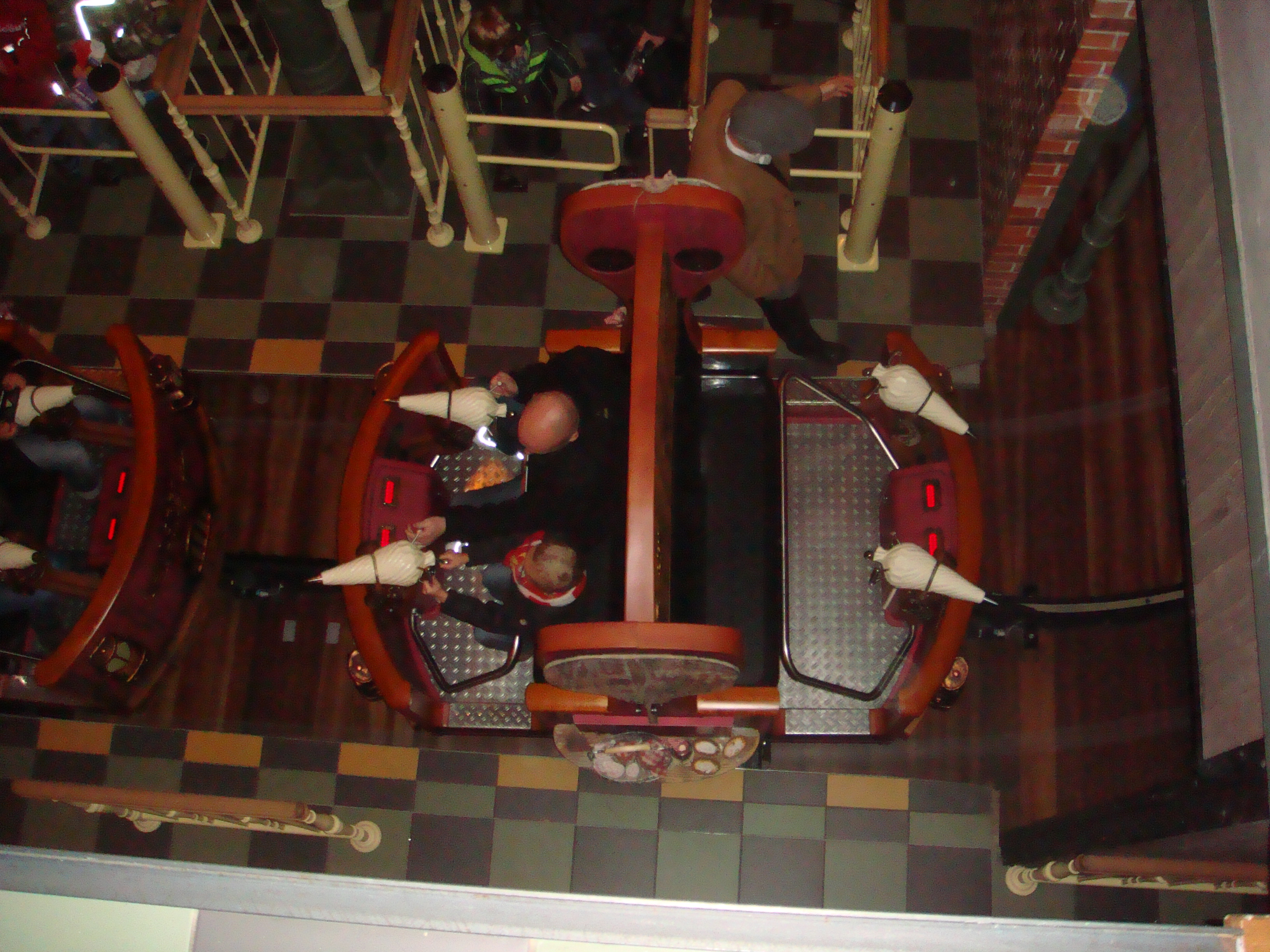
Maus au Chocolat